# Karl Mader (Politiker, 1890)
Karl Mader (geboren am 5. Januar 1890 in Wigstadtl, Österreich-Ungarn; gestorben am 25. Dezember 1963 in Dettelbach) war in den Jahren 1953 und 1954 für die SPD Landtagsabgeordneter im Bayerischen Landtag. Zwischen 1960 und 1963 war er stellvertretender Landrat des Landkreises Kitzingen.

## Leben und Wirken
Karl Mader wurde am 5. Januar 1890 in Wigstadtl geboren, das damals Teil der Donaumonarchie war. Karl Maders Vater war als Weber tätig und musste eine vielköpfige Familie ernähren, zu der auch der jüngere, 1898 geborene Bruder Willi Mader gehörte. Willi Mader machte ebenfalls als Politiker und Arbeiterdichter Karriere. Über den Beruf des Vaters kam Mader mit der Arbeiterbewegung in Verbindung. Ähnlich wie sein jüngerer Bruder trat er wohl in die Deutsche sozialdemokratische Arbeiterpartei in der Tschechoslowakischen Republik (DSAP) ein. Wahrscheinlich ist auch, dass Karl Mader im Ersten Weltkrieg kämpfte.
Nach der Annexion des Sudetenlandes durch das Deutsche Reich ging Willi Mader in den Untergrund und leistete Widerstand. Obwohl für Karl Mader zwischen 1938 und 1945 nur wenige Quellen vorliegen, ist nachweisbar, dass er vor den Volksgerichtshof gestellt wurde. Die Brüder Mader sorgten 1945 dafür, dass der Volkssturm vor dem Anrücken der russischen Armee aufgelöst wurde. Dennoch wurde die Familie noch im gleichen Jahr von den tschechischen Behörden ausgewiesen. Die Brüder Karl und Willi Mader zogen nach Mainfranken, Karl nach Dettelbach, Willi ins nahe Mainbernheim.
In der neuen Heimat engagierte sich Karl Mader, neben seiner Arbeit als Angestellter, weiterhin politisch und wurde Mitglied der SPD. Bereits 1948 zog er in den Dettelbacher Stadtrat ein. Zwischen dem 6. September 1953 und 1954 war er als Landtagsabgeordneter im Bayerischen Landtag tätig, wobei er als Nachrücker für den zum Bundestagsabgeordneten gewählten Hannsheinz Bauer erkoren wurde. Im Landtag war er im Ausschuss für Eingaben und Beschwerden tätig. 1956 wurde Karl Mader zum Zweiten Bürgermeister von Dettelbach gewählt.
Gleichzeitig mit seiner Wahl zum Amtsträger wurde Karl Mader Mitglied des Kreistages des Landkreises Kitzingen. Vom Jahr 1960 bis 1963 fungierte er außerdem als Stellvertreter des Landrates. Zusammen mit seinem Bruder Willi war Karl Mitglied der Gemeinnützigen Baugenossenschaft des Landkreises. Der Politiker wurde für seine Verdienste um die Stadt Dettelbach mit dem Bundesverdienstkreuz ausgezeichnet. Karl Mader starb am 25. Dezember 1963 in Dettelbach. Die Stadt Dettelbach benannte eine Straße nach dem Politiker.